# Келтик-панк

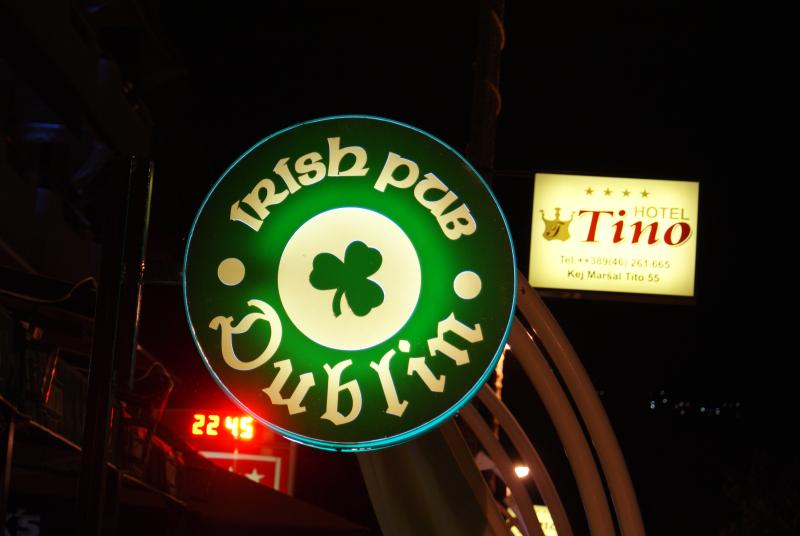
Ирландский паб с изображением клевера, который кельтские панки часто используют для оформления своих пластинок

Келтик-панк (англ. celtic punk произносится: ˈkɛltɪk или ˈsɛltɪk pʌŋk — кельтский панк) — панк-рок, смешанный с традиционной кельтской музыкой. Является производным жанра Фолк-панк, основанным в 1980-х лондонской панк-группой Pogues, имевшей ирландские корни. Кельтские панк-группы часто играют кавер-версии традиционных фольклорных песен ирландского народа и политические песни. Хотя темами многих песен келтик-панка является тяжёлое положение ирландцев, он не рассматривается как открыто политический жанр. Распространенные темы песен — это песни про Ирландию, Шотландию, ирландский республиканизм, шотландскую независимость, шотландскую и ирландскую диаспору, поддержку рабочего класса, выпивку и посиделки в пабах.

## Особенности жанра
Типичная келтик-панк-группа помимо рокерских музыкальных атрибутов (гитары, барабаны) включает традиционные народные инструменты, такие как волынки, скрипка или фидл, вистл, аккордеон, мандолина и банджо. Как правило келтик-панк — это весёлые мелодичные напевы положенные на ускоренное и жёсткое панк-роковское звучание. По звучанию келтик-панк схож со своим предшественником келтик-роком. Термин келтик-панк обычно используется, чтобы описать группы, которые базируют свою музыку на ирландской или шотландской традиционной манере. Также этот жанр получил распространение у английских, американских и других групп и музыкантов, вдохновлённых кельтским фольклором. Современный келтик-панк подвергся сильному влиянию хардкор и Oi!-музыки.
Среди российских групп келтик-панк не имеет широкого распространения. Чаще его элементы используют совместно с русскими, скандинавскими и др. народными мелодиями.

## История происхождения
Начало келтик-панку положили в 1960-х и 1970-х годах первые фолк-рок-группы, которые начали создавать электрик-фолк в Англии и келтик-рок в Ирландии и Шотландии. Среди них стоит отметить такие кельтские народные группы как The Dubliners и Clancy Brothers. Множество панков из Англии и Шотландии, в особенности из Лондона, Ливерпуля, Глазго и Манчестера, имели шотландскую или ирландскую этническую принадлежность. Например Шейн Макгован — ирландец, группа The Dunfermline имеет шотландские корни, The Skids были первой британской панк-группой, которая в своё творчество внесла народные элементы на их альбоме 1981 года «Joy». В то же самое время в Лондоне Шейн Макгован и Спайдер Стейси начали экспериментировать со звуком, который зародил группу The Pogues. Их ранние композиции включали смесь традиционных народных песен с современными музыкальными стилями, в том числе и панком. Среди других ранних келтик-панк-групп можно выделить шотландскую группу Nyah Fearties, и австралийцев Roaring Jack.
Популярность келтик-панка особенно ощутима в Соединенных Штатах Америки и Канаде, где проживает множество ирландских и шотландских эмигрантов. Североамериканские келтик-панк-группы были созданы под влиянием американских форм музыки и часто имеют в своих составах участников без кельтской родословной, а поют, как правило, на английском языке. Среди известных современных кельтик-панк групп можно отметить Dropkick Murphys, Flogging Molly, The Real McKenzies, Flatfoot 56, Filthy Thieving Bastards, The Dreadnoughts, The Black Tartan Clan, Dirty Filthy Mugs, The Mudmen, Les Ramoneurs de Menhirs, Pipes and Pints, The Rumjacks

## Стиль
Стиль келтик-панков помимо шотландского и ирландского культурного наследия подвергся влиянию панк- и скинхед-культуры 1980-х годов. Это связано со смешением кельтских напевов с хардкор и Oi!-драйвом, а также посещением спортивных пабов во время просмотра футбольных матчей. В их стиле присутствуют кепки, пёстрые и клетчатые материи, кожаные куртки, анархистская символика, ирокезы, шотландская национальная одежда (килты, тэм-о-шентеры и т. д.), подвёрнутые джинсы, ирландские рубашки и костюмы, тяжёлые ботинки и ботинки с высоким берцем.